# إليزابيث ويليس
إليزابيث ويليس (بالإنجليزية: Elizabeth Willis)‏ هي صحفية وكاتِبة وشاعرة أمريكية، ولدت في 28 أبريل 1961 في البحرين.